# Pholidobolus dicrus
Pholidobolus dicrus — вид ящірок родини гімнофтальмових (Gymnophthalmidae). Ендемік Еквадору.

## Поширення і екологія
Pholidobolus dicrus мешкають на східних схилах Еквадорських Анд. Вони живуть у вічнозелених гірських тропічних лісах і на галявинах, серед опалого листя. Зустрічаються на висоті від 972 до 2070 м над рівнем моря.